# E19

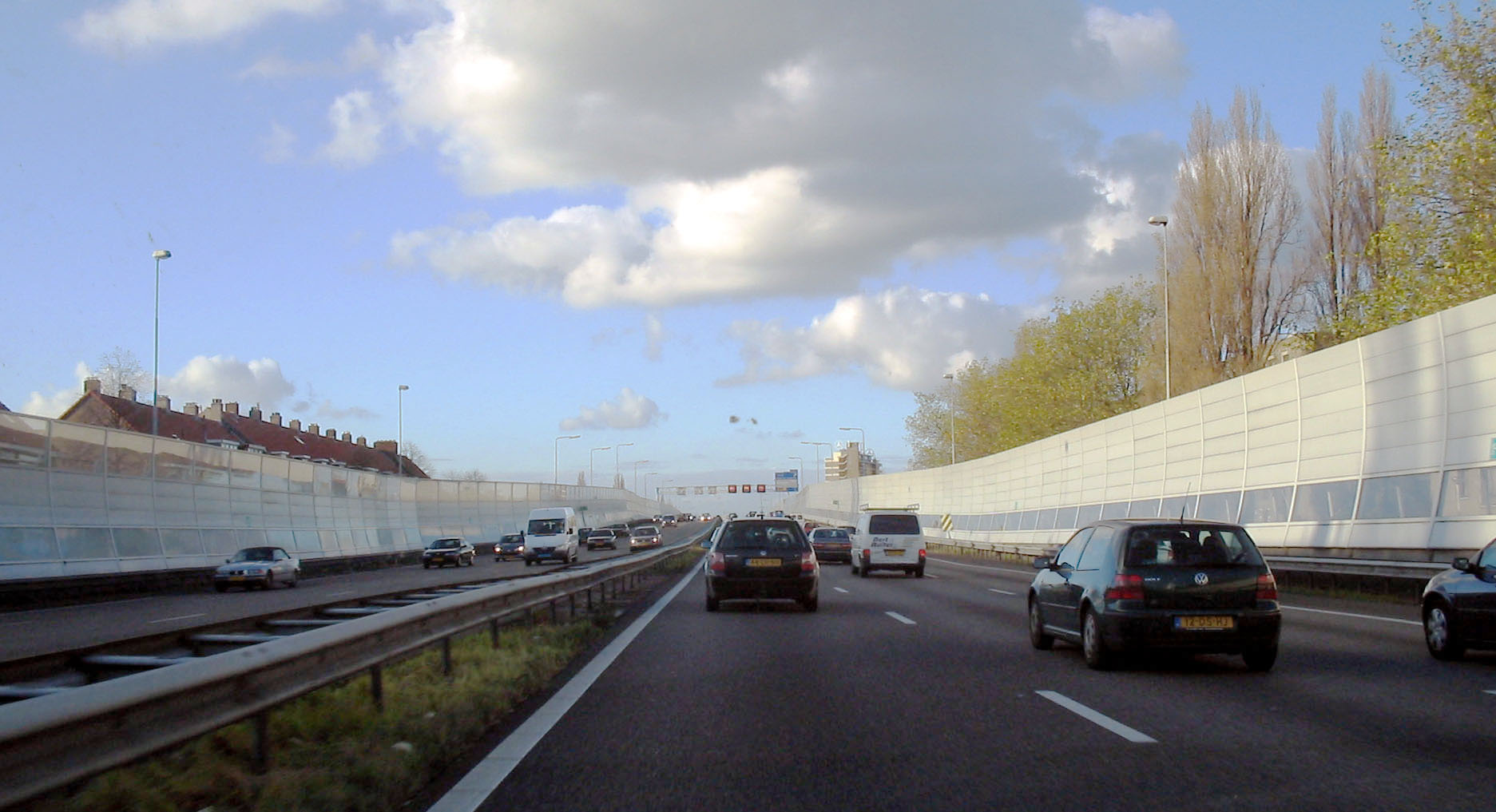
E19 norr om Rotterdam.

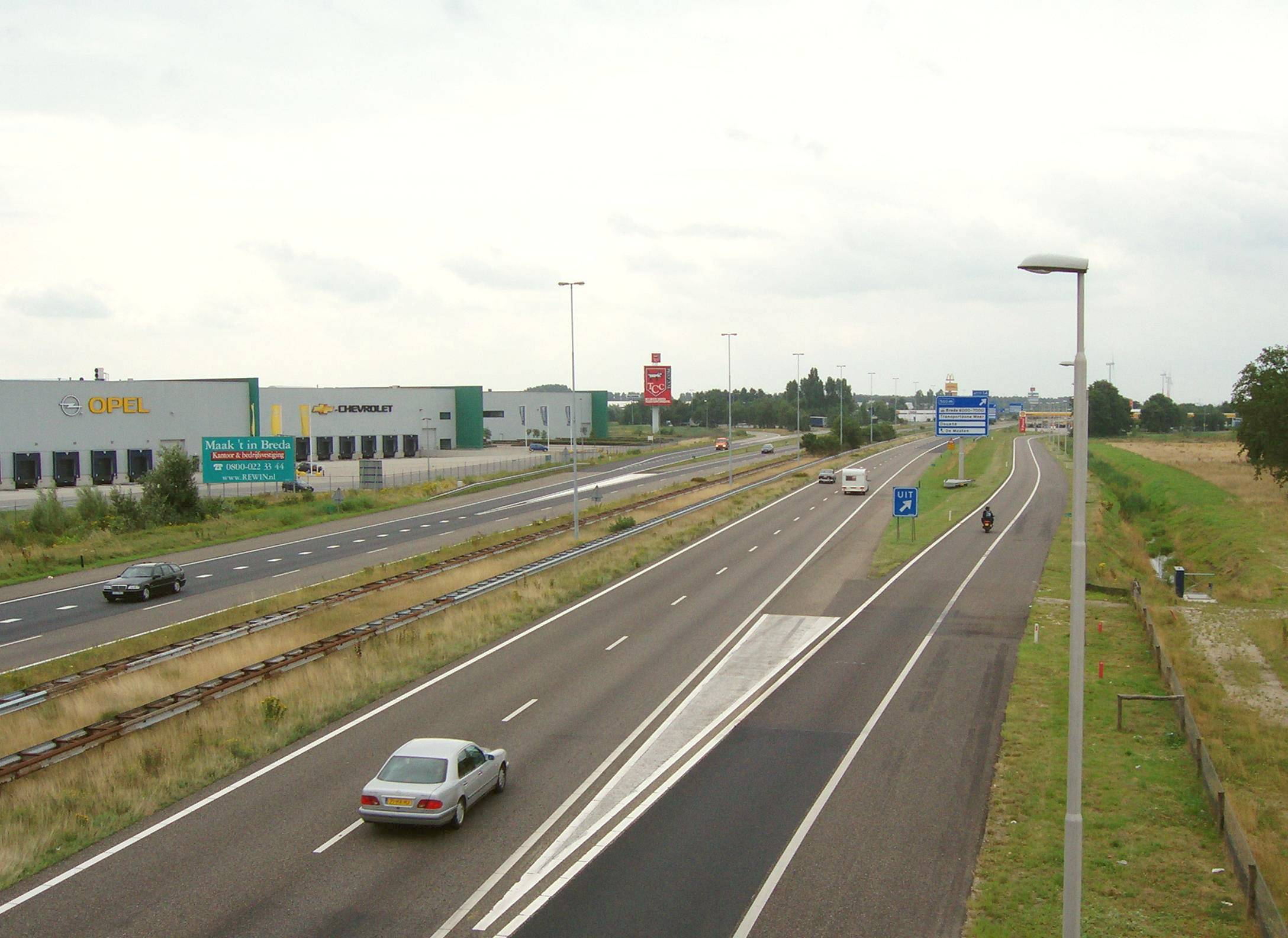
E19 mellan Breda och gränsen mot Belgien.

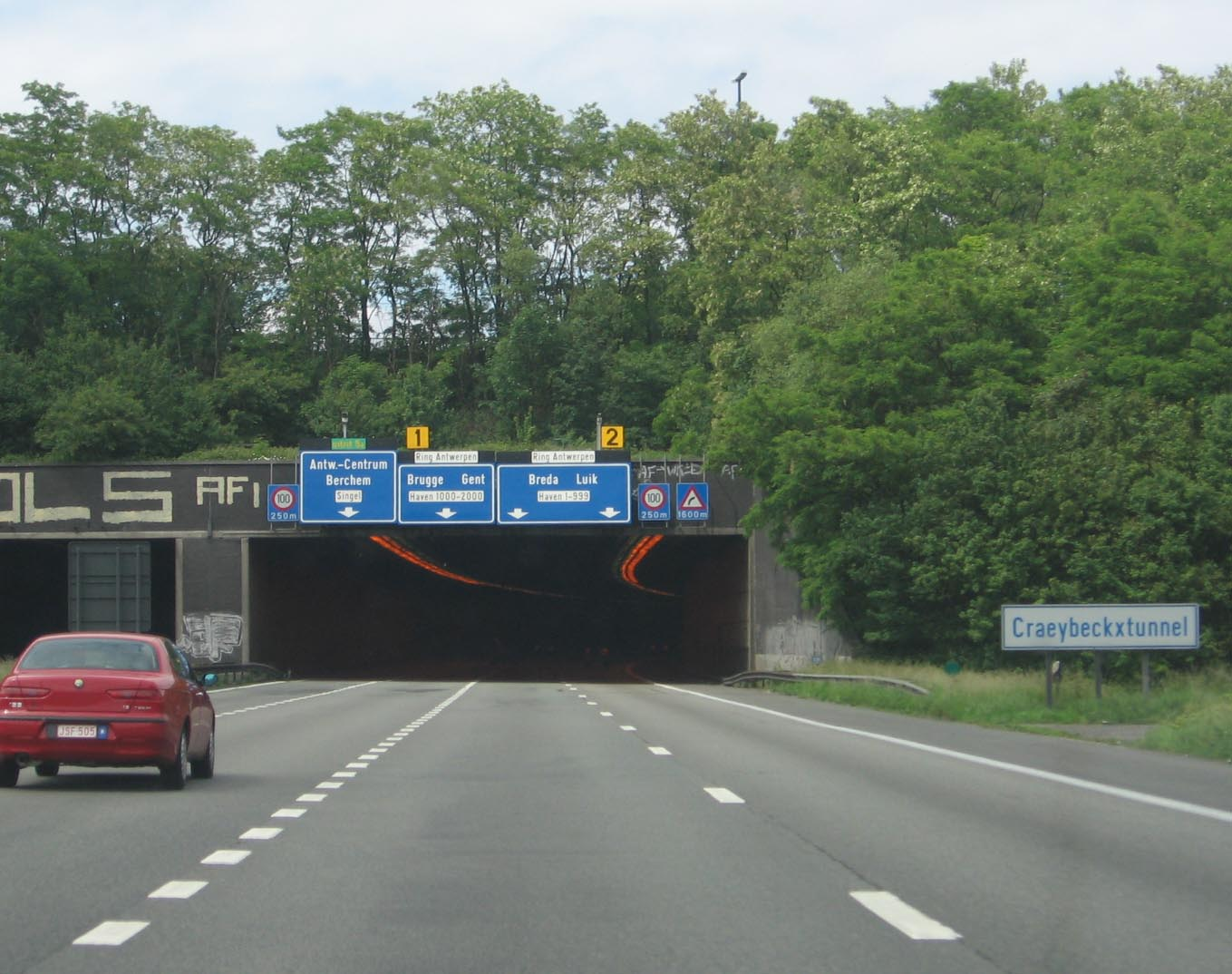
E19 söder om Antwerpen i Belgien, sett i nordlig riktning.

E19 eller Europaväg 19 är en europaväg som börjar i Amsterdam och slutar i Paris. Den är 520 kilometer lång och passerar Nederländerna, Belgien, och Frankrike.

## Sträckning
Amsterdam - Den Haag - Rotterdam - Breda - (gräns Nederländerna-Belgien) - Antwerpen - Bryssel - Mons - (gräns Belgien-Frankrike) - Valenciennes - Paris

## Standard
Vägen är motorväg hela sträckan. Den går längs följande nationella motorvägar:
- A4 (motorväg, Nederländerna)
- A16 (motorväg, Nederländerna)
- A1 (motorväg, Belgien)
- A7 (motorväg, Belgien)
- A2 (motorväg, Frankrike)
- A1 (motorväg, Frankrike)

## Anslutningar till andra europavägar
| - E22 - E30 - E25 - E31 |  | - E312 - E34 - E17 - E40 |  | - E429 - E42 - E15 - E44 |  | - E46 |